# Only Happy When It Rains
«Only Happy When It Rains» es una canción el tercer sencillo de la banda Garbage de su primer álbum homónimo. Convirtiéndose en el sencillo que hizo que Garbage saltara a la fama y contó con un vídeo musical dirigido por Samuel Bayer.

## Composición de la canción
«Only Happy When It Rains» fue escrita y grabada en Smart Studios en 1994 durante la composición del álbum debut.

## Lanzamiento del sencillo
En el Reino Unido fue lanzada septiembre de 1995 y llegó al puesto #29. En Estados Unidos se lanzó en enero de 1996, pero a diferencia del lanzamiento anterior, no fue un éxito instantáneo, sino que en el relanzamiento de mayo de 1996, cuando también fue lanzado en Europa y Australia) fue cuando llegó al número 55 del Billboard Hot 100 y al número 16 del Billboard Modern Rock. La canción fue acompañada por los inéditos «Girl Don't Come» y «Sleep». Ningún remix fue lanzado oficialmente para la promoción de la canción.

## Anécdotas
Esta canción, incluida en el disco Garbage llama la atención ya que a pesar de tener una música muy alegre, las letras son muy pesimistas («I'm only happy when it rains/I'm only happy when it's complicated, and though you cant' apreciate it/I'm only happy when it rains» —en español: «Solo soy feliz cuando llueve/Solo soy feliz cuando es complicado, y a pesar de que no puedas creerlo/Solo soy feliz cuando llueve»—). «Only Happy When It Rains» fue considerada por la discográfica como la canción más comercial del disco, por lo que se invirtió un gran presupuesto en su videoclip; la sorpresa fue que «Stupid Girl», el siguiente sencillo, fue aún más exitoso.

## Lista de canciones
|  | - UK 7" single 1. «Only Happy When it Rains» – 3:58 2. «Girl Don't Come» – 2:03 3. «Sleep» – 1:41 - UK CD/cassette single 1. «Only Happy When it Rains» – 3:58 2. «Girl Don't Come» – 2:33 3. «Sleep» – 2:11 | - US CD/cassette 1. «Only Happy When it Rains» - 3:58 2. «Girl Don't Come» - 2:33 3. «Sleep» - 2:11 - Australian CD/cassette single 1. «Only Happy When it Rains» - 3:58 2. «Driving Lesson» - 3:47 3. «Dog New Tricks» (The Pal Mix) - 4:05 | - European CD maxi 1. «Only Happy When It Rains» - 3:58 2. «Dog New Tricks» (The Pal mix) - 4:03 3. «Stupid Girl» (Red Snapper mix) - 7:37 4. «Queer» (Danny Saber mix) - 5:40 - European CD single 1. «Only Happy When It Rains» - 3:58 2. «Dog New Tricks» (The Pal mix) - 4:03 |

## Posicionamiento en listas
| Listas (1995)                           | Mejor Posición |
| --------------------------------------- | -------------- |
| UK Singles (OCC)                        | 29             |
| Listas (1996)                           | Mejor Posición |
| Australia Singles (ARIA)                | 80             |
| Canada Top 100 Singles (RPM)            | 79             |
| Canada Alternative 30 (RPM)             | 11             |
| Países Bajos Single Top 100 (GfK)       | 36             |
| Nueva Zelanda Singles (RIANZ)           | 41             |
| U.S. Billboard Hot 100                  | 55             |
| U.S. Hot Modern Rock Tracks (Billboard) | 16             |

## Historial de lanzamientos
| Fecha                    | Territorio     | Discográfica        | Formato(s)                          |
| ------------------------ | -------------- | ------------------- | ----------------------------------- |
| 18 de septiembre de 1995 | United Kingdom | Mushroom Records UK | 7" single, sencillo en CD, sencillo |
| 20 de enero de 1996      | Estados Unidos | Almo Sounds         | Airplay: Modern Rock                |
| 20 de febrero de 1996    | Estados Unidos | Almo Sounds         | CD sencillo, casete sencillo        |
| 26 de marzo de 1996      | Estados Unidos | Almo Sounds         | Airplay: CHR/Top 40                 |
| 28 de mayo de 1996       | Australia      | White Records       | CD sencillo, casete sencillo        |
| 28 de mayo de 1996       | Europa         | BMG                 | CD maxi, sencillo en CD             |